# Perdue sous les tropiques
Pour plus de détails, voir Fiche technique et Distribution.
Perdue sous les tropiques (Flight for Freedom) est un film américain en noir et blanc réalisé par Lothar Mendes, sorti en 1943.

## Synopsis
Dans les années 1930, Tonie Carter, une jeune aviatrice, lutte contre les préjugés envers les femmes pilotes. Elle remporte plusieurs trophées internationaux et entretient des relations difficiles avec un collègue, Randy Britton, qui est attiré par elle. À la veille de la guerre mondiale, elle décide de se lancer dans un tour du monde en solo. Quand l'amiral de la marine Graves a vent de son projet, il cherche à la convaincre d'entreprendre une mission top-secrète consistant à survoler le territoire japonais dans le Mandat des îles du Pacifique.

## Fiche technique
- Titre français : Perdue sous les tropiques
- Titre original : Flight for Freedom
- Réalisation : Lothar Mendes
- Scénario : Oliver H.P. Garrett, S. K. Lauren, Jane Murfin et Horace McCoy
- Musique : Roy Webb
- Photographie : Lee Garmes
- Montage : Roland Gross
- ¨Producteur : David Hempstead (en)
- Société de production : RKO Pictures
- Pays de production :  États-Unis
- Langue d'origine : anglais américain
- Format : noir et blanc — 1,37:1 — son : mono
- Genre : drame
- Durée : 102 minutes
- Dates de sortie : 
  - États-Unis : 2 avril 1943
  - France : 9 décembre 1949

## Distribution
- Rosalind Russell : Tonie Carter
- Fred MacMurray : Randy Britton
- Herbert Marshall : Paul Turner
- Eduardo Ciannelli : Johnny Salvini
- Walter Kingsford : l'amiral Graves

Acteurs non crédités
- Edward Fielding : le contre-amiral Sturges
- Frank M. Thomas : un officiel de course
- Mary Treen : la vendeuse de journaux